# Motore Indenor TMD
Il TMD era un motore diesel prodotto tra il 1959 e il 1966 dalla fabbrica motoristica francese Indenor.

## Caratteristiche
Il motore TMD è stato il primo propulsore a gasolio montato da Peugeot e Renault per la loro produzione. È stato utilizzato anche dall'altra grande Casa automobilistica francese, ossia la Citroën.

La Indenor, che ha prodotto tali motori era in realtà una sussidiaria della Peugeot, ma ciononostante, come già accennato, i suoi motori (compresi i successivi Indenor della famiglia XD) sono stati montati anche da numerose altre marche su alcuni loro modelli.
Ci sono 2 versioni , entrambe con una corsa di 80 mm :
- TMD 80 con un alesaggio di 80 mm, che dà una cilindrata di 1608 cc.
- TMD 85 con un alesaggio di 85 mm, che dà uno cilindrata di 1816 cc.

Caratterizzato da una testata in lega leggera e da un monoblocco in ghisa con canne in umido, questo motore montava un albero a gomiti che poggiava su cinque supporti di banco.

Le misure di alesaggio e corsa, pari a 85x80 mm, permettono il raggiungimento di una cilindrata di 1816 cm³. Come in tutti i motori diesel, il rapporto di compressione è notevole rispetto a un motore a benzina. A fronte del rapporto di compressione di 7:1 caratteristico del 1.5 a benzina di origine, il TMD raggiunge un livello di ben 21:1.

La potenza massima era di 48 CV a 4000 giri/min, con una coppia massima di 103 Nm a 2250 giri/min. Tale motore fu montato  sulla Peugeot 403 diesel, ma in produzione limitata fu offerto anche sulle Renault Frégate, nonché sui furgoni HY della Citroën.

Dal motore TMD derivò in seguito una versione molto strettamente imparentata, appartenente però già alla già citata famiglia XD e che debuttò nel 1964 sulla Peugeot 404. Nonostante le differenti sigle dei motori appartenenti a quest'ultima famiglia, i motori che la compongono sono tutti motori Indenor.